# ФК „Копенхаген“
ФК „Копенхаген“ (на датски: F.C. København, ФК Кьобънхаун) или съкратено ФКК (FCK), е футболен клуб от едноименния град Копенхаген, Дания.
Играе в Датската суперлига и е сред най-успешните отбори в Дания, както и най-високо поставеният скандинавски отбор в ранкинглистата на УЕФА. Отборът е шампион на Дания 7 пъти, печелил е 4 купи на Дания, а през сезон 2006 – 07 за първи път се класират в груповата фаза на Шампионската лига. Отборът е основан през 1992 г. като голямо клубно обединение между 2 тима от Копехаген – КБ (15 пъти шампион на Дания) и „Б 1903“ (7 пъти шампион). ФКК играе мачовете си на „Паркен стадион“, който е и национален стадион. Основен съперник в датското първенство е другият копенхагенски гранд Брьонбю.

## Успехи
Суперлига:
- Шампион (16): 1992 – 1993, 2000 – 2001, 2002 – 2003, 2003 – 2004, 2005 – 2006, 2006 – 2007, 2008 – 2009, 2009 – 2010, 2010 – 2011, 2012 – 2013, 2015 – 2016, 2016 – 2017, 2018/19, 2022/23, 2024/25
- Вицешампион (7): 1993 – 1994, 2001 – 2002, 2004 – 2005, 2011 – 2012, 2013 – 2014, 2014 – 2015, 2019 – 2020 
  -  Трето място (4): 1997/98, 2007/08, 2020/21, 2023/24

Купа на Дания:
- Носител (10): 1994 – 1995, 1996 – 1997, 2003 – 2004, 2008 – 2009, 2011 – 2012, 2014 – 2015, 2015 – 2016, 2016 – 2017, 2022 - 2023, 2024 - 2025
- Финалист (4): 1997 – 1998, 2001 – 2002, 2006 – 2007, 2013 – 2014.

Купа на лигата:
- Носител (1): 1996.
- Финалист (2): 2005, 2006.

Суперкупа:
- Носител (3): 1995, 2001, 2004.

Йорестад къп:
- Носител (2): 2000, 2002.

Кралска лига:
- Победител (2): 2005, 2006.
- Финалист (1): 2006 – 2007.

Атлантическа купа:
- Носител (1): 2014.

Копа дел Сол:
- Финалист (1): 2012.
- Лига на конференциите
  -  1/8 финалист (1): 2024/25

## Срещи с български отбори
„Копенхаген“ се е срещал с български отбори в официални срещи в рамките на европейските клубни турнири.

### „Лудогорец“
С „Лудогорец“ се е срещал два пъти в официални срещи от 1/16-финалите в турнира на Лига Европа през сезон 2016/17 г. Първата среща на 16 февруари 2017 г. в София завършва 2 – 1 за датчаните . Втората среща в Копенхаген на 23 февруари 2017 г. завършва 0 – 0 .

### „ЦСКА“
С ЦСКА играе два пъти и записва две загуби. В България с 1 – 2 и в Дания с 2 – 1.

## Настоящ състав
Към 24 юли 2018 г.
| №  | Пост | Играч                |
| -- | ---- | -------------------- |
| 1  | В    | Стефан Андерсен      |
| 21 | В    | Йесе Йеронен         |
| 3  | З    | Пиер Бенгстон        |
| 4  | З    | Сотирис Папаянопулос |
| 6  | З    | Андреас Бйеланд      |
| 7  | З    | Мадс Расмусен        |
| 8  | З    | Денис Вавро          |
| 20 | З    | Николай Бойлесен     |
| 22 | З    | Петер Анкерсен       |
| 27 | З    | Михаил Люфнер        |
| 6  | П    | Вилиам Квист         |
| 8  | П    | Николай Томсен       |

| №  | Пост | Играч          |
| -- | ---- | -------------- |
| 10 | П    | Зека           |
| 16 | П    | Ян Грегуш      |
| 35 | П    | Абубакар Кейта |
| 7  | П    | Виктор Фишер   |
| 11 | Н    | Кенан Кодро    |
| 14 | Н    | Даме HДойе     |
| 17 | П    | Башкин Кадри   |
| 23 | З    | Джонас Уинд    |
| 26 | З    | Карло Холсе    |
| 28 | В    | Пиерос Сотириу |
| 29 | П    | Роберт Сков    |
| 33 | П    | Расмус Йенсен  |